# Deanna Durbin
Edna Mae (Deanna) Durbin (Winnipeg, 4 december 1921 – Neauphle-le-Château,  17 april 2013) was een Canadees actrice en zangeres.

## Carrière
Durbin kreeg in 1935 een contract bij Metro-Goldwyn-Mayer en maakte haar debuut in de korte film Every Sunday, waarin ze tegenover de destijds beginnende actrice Judy Garland te zien was. Ze werd echter al snel ontslagen omdat Louis B. Mayer het niet nodig vond om twee jonge zangeressen aan te nemen. Het is bekend dat Mayer eigenlijk Garland wilde ontslaan, maar collega's raadden hem aan "de mollige" (Durbin) te laten vallen. Om die reden werd zij ontslagen.
Durbin kreeg al snel een contract bij Universal Studios en maakte haar eerste film daarvoor in 1936, toen ze te zien was in Three Smart Girls. Durbin groeide uit tot de populairste tieneractrice van de studio en kreeg in 1938 een Academy Juvenile Award. Anne Frank hing een foto van haar op in Het Achterhuis. Deze hangt hier nog steeds.
In de jaren veertig trouwde ze met Vaughn Paul (1941-1943) en daarna met Felix Jackson (1944-1948, 1 dochter). Ze probeerde onder haar kindsterimago uit te komen en verscheen in de films noirs Christmas Holiday (1944) en Lady on a Train (1945). In 1946 was haar jaarsalaris ruim 320.000 dollar. Ze was daarmee de op een na best betaalde vrouw van Amerika, achter actrice Bette Davis. Durbin had veel bekende fans. De Britse premier Winston Churchill bekeek haar films altijd nog voordat ze in Groot-Brittannië uitkwamen. 
In 1950 trouwde ze voor de derde keer, nu met regisseur Charles David, en trok zich om die reden terug als actrice. Het paar verhuisde naar Neauphle-le-Château, nadat Durbin de eed aflegde dat ze nooit zou terugkeren naar Hollywood. Ze voedde in Frankrijk Davids tweede zoon Peter en haar eigen dochter Jessica op en ze was tot aan zijn dood in 1999 bijna 50 jaar getrouwd. Tot op het laatst heeft Durbin gastoptredens en interviews geweigerd, waaronder een met Mario Lanza. Ze kwam daarna niet meer in de publiciteit. Alleen in 1981 kwam er een foto 'boven water' gemaakt door haar man, verzonden aan Will Everson van NYU Cinema Studies. In 1983 gaf ze een interview aan Robert Shipman van Films and Filming Magazine.

## Filmografie
- Every Sunday (1936) - Edna
- Three Smart Girls (1936) - Penny Craig
- One Hundred Men and a Girl (1937) - Patricia Cardwell
- Mad About Music (1938) - Gloria Harkinson
- That Certain Age (1938) - Alice Fullerton
- Three Smart Girls Grow Up (1939) - Penny Craig
- First Love (1939) - Constance (Connie) Harding
- It's a Date (1940) - Pamela Drake
- Spring Parade (1940) - Ilonka Tolnay
- Nice Girl? (1941) - Jane 'Pinky' Dana
- It Started with Eve (1941) - Anne Terry
- The Amazing Mrs. Holliday (1943) - Ruth Kirke Holliday
- Hers to Hold (1943) - Penny Craig
- His Butler's Sister (1943) - Ann Carter
- Christmas Holiday (1944) - Jackie Lamont/Abigail Martin
- Can't Help Singing (1944) - Caroline Frost
- Lady on a Train (1945) - Nikki Collins/Margo Martin
- Because of Him (1946) - Kim Walker
- I'll Be Yours (1947) - Louise Ginglebusher
- Something in the Wind (1947) - Mary Collins
- Up in Central Park (1948) - Rosie Moore
- For the Love of Mary (1948) - Mary Peppertree